# Dennis Kohlruss

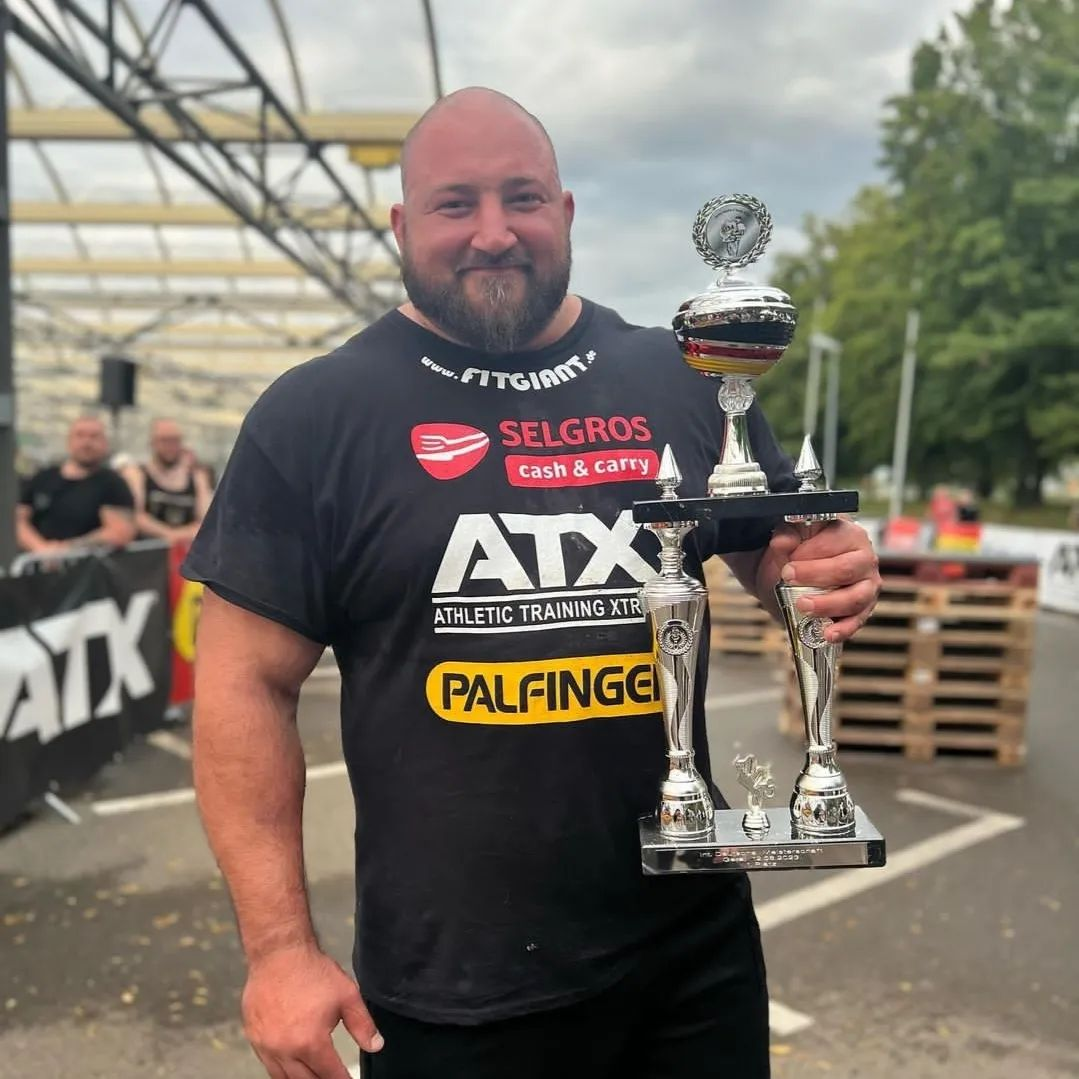
Dennis Kohlruss bei der deutschen Strongman-Meisterschaft

Dennis Kohlruss (* 14. Mai 1988 in Deutschland) ist ein deutscher Kraftsportler aus Rastatt. Er wurde Meister bei der deutschen Strongman-Meisterschaft 2021, 2022, 2023 und 2024 als „Stärkster Mann Deutschlands“ und zuvor bereits zweimal Vizemeister des Wettbewerbs (2017, 2018).
Er gehört weltweit zu den wenigen, die die Louis-Cyr-Dumbbell einarmig überkopf gestemmt haben.

## Leben
Mit 21 Jahren ist er während seines Grundwehrdienstes bei der Bundeswehr über YouTube-Videos von Magnus Samuelsson gestolpert und fand Begeisterung für den Strongman-Sport.
2020 wurde von ihm die Louis-Cyr-Dumbbell, eine 124,5 kg schwere Kurzhantel, einarmig über Kopf gestemmt. Damit konnte er nebenbei seinen eigenen deutschen Rekord um fast 15 Kilogramm überbieten.
Dennis Kohlruss stemmte 2023 ein 160,3 Kilogramm schweres Bierfass und ist damit neuer Weltrekordhalter.
Seit 2016 ist er auf YouTube aktiv und postet regelmäßig Videos für „Freunde der gepflegten Kraftsportunterhaltung“. Er betreibt ein Fitnessstudio in Steinmauern sowie seit 2021 ein Unternehmen, das Trainingspläne, Bekleidung und Equipment anbietet.

## Maße und Bestleistungen
- Größe: 195 cm
- Gewicht: 170 kg
- Oberarmumfang 56 cm.[9]
- Baumstamm stemmen Maximalgewicht 200 kg (deutscher Rekord)[10]
- Giant Dumbbell Maximal 105 kg
- Viking Press 141,5 kg (Gewicht auf den Händen) 12 Wiederholungen
- Kurzhantel Einarmig überkopf gestemmt 124,5 kg (deutscher Rekord)[11]
- Bierfass stemmen 160,3 kg (Weltrekord)[7]